# Willi Facen
Willi Facen (* 11. Oktober 1930 in Zürich; † 30. Oktober 2022 ebenda) war ein Schweizer Aquarellist, Maler, Zeichner und Zeichenlehrer.

## Leben und Werk

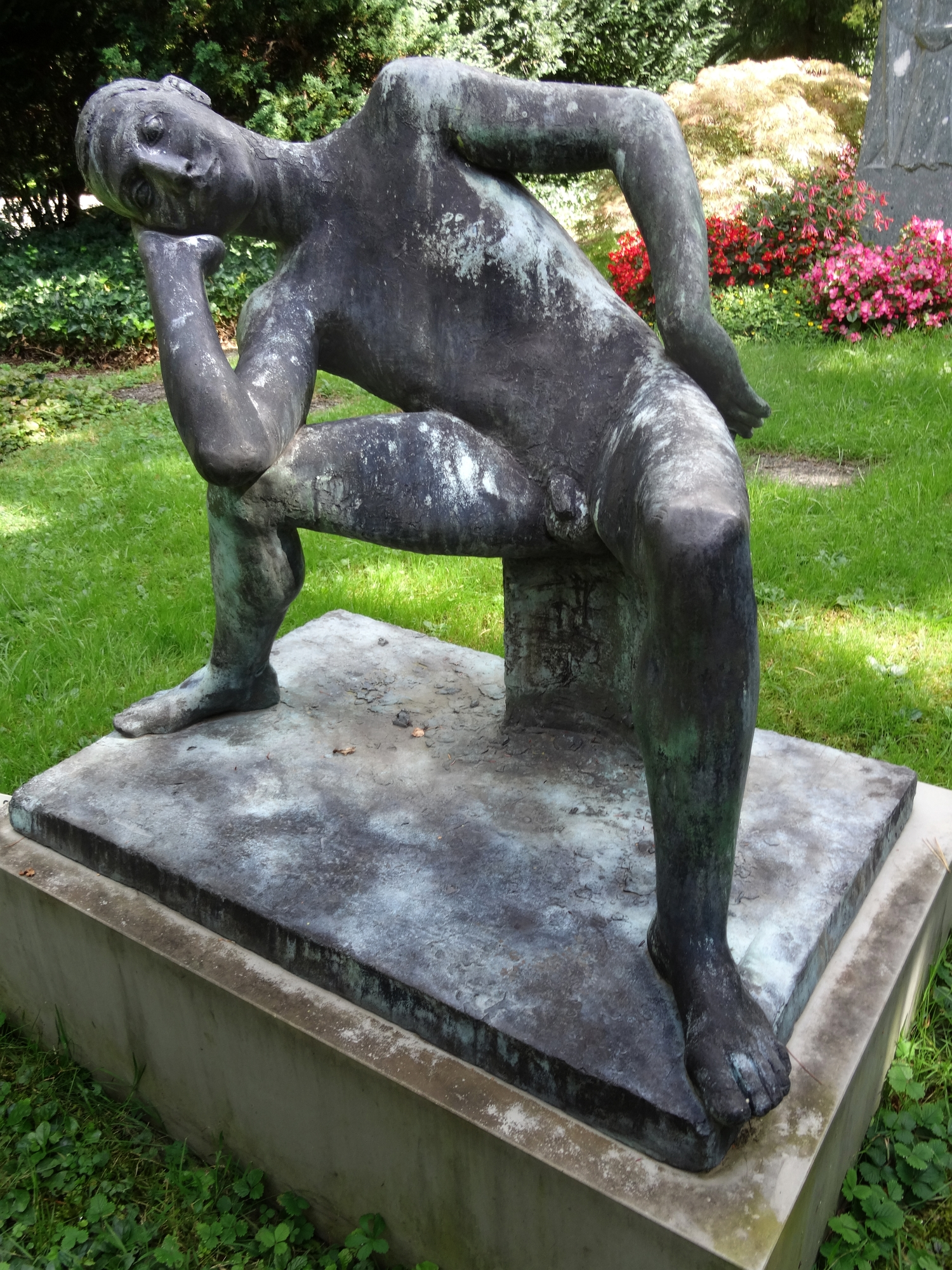
Grab, Friedhof Enzenbühl, Zürich

Willi Facen besuchte Seminare für Kunstgeschichte und Archäologie an der Universität Zürich. Sein Abschluss machte er bei Gotthard Jedlicka und Hansjörg Bloesch. Anschliessend belegte er Kurse für fachbezogene Anatomie an der Universität Zürich und Perspektivekonstruktion an der ETH Zürich.
Weitere vier Jahre studierte er an der Kunstgewerbeschule Zürich, wo er sich das Diplom als Zeichenlehrer für das höhere Lehramt erwarb. Studienaufenthalte führten ihn nach Wien und Paris. Seit 1964 war er Mitglied der Sektion Zürich der GSMBA und erhielt eidgenössische wie auch Kantonale Stipendien. 
Facen unterrichtete an der Zürcher Hochschule der Künste Figürliches Zeichnen und Aktzeichnen und war über viele Jahrzehnte Zeichenlehrer an der Kantonsschule Zürich. 1967 konnte er das städtische Atelier vom verstorbenen Bruno Meier in der ehemaligen Täuferkapelle am Neumarkt übernehmen. Ein weiteres Atelier hatte er an der Rigistrasse in Zürich. 
Facen aquarellierte, malte und zeichnete Landschaften und architektonische Themen im Zusammenhang mit der menschlichen Figur. Auch schuf er viele Werke, die seine visionären Themen und rein figürliche Darstellungen zeigen. Zwischen 1988 und 2007 setzte er sich mit dem Tod und mit Überlebensstrategien auseinander. 
Facen gilt als einer der grössten Aquarellisten unserer Zeit. Sein Lebenswerk umfasst rund 3000 Gemälde. Der Kanton Zürich und die Stadt Zürich erwarben Werke von ihm. 2018 erwarb die Graphische Sammlung der Zentralbibliothek Zürich 187 seiner Aquarelle und Zeichnungen.
Willi Facen fand seine letzte Ruhestätte auf dem Friedhof Enzenbühl in Zürich. Die Grabplastik die von Ernst Suter stammte, stand über Jahre vor Facens Atelier.